# Олобок (Любуське воєводство)
Олобок (пол. Ołobok, нім. Mühlbock) — село в Польщі, у гміні Скомпе Свебодзінського повіту Любуського воєводства.
Населення — 706 осіб (2011).
У 1975-1998 роках село належало до Зеленогурського воєводства.

## Демографія
Демографічна структура станом на 31 березня 2011 року:
|          | Загалом | Допрацездатний вік | Працездатний вік | Постпрацездатний вік |
| -------- | ------- | ------------------ | ---------------- | -------------------- |
| Чоловіки | 334     | 62                 | 248              | 24                   |
| Жінки    | 372     | 71                 | 230              | 71                   |
| Разом    | 706     | 133                | 478              | 95                   |